# 濱田山站

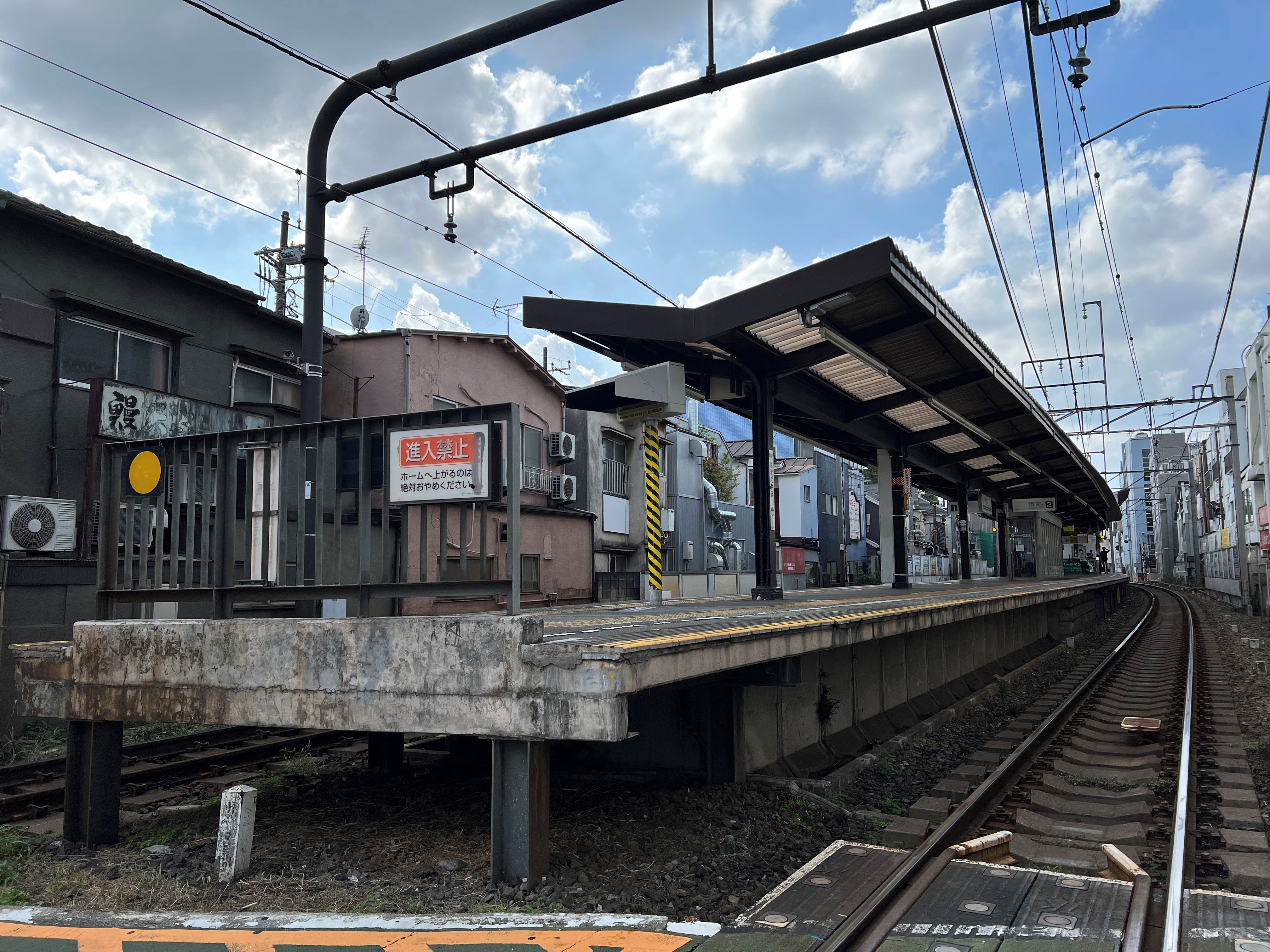
月台（2022年9月）

濱田山站（日语：／ Hamadayama eki */?）是一個位於東京都杉並區濱田山三丁目，屬於京王電鐵井之頭線的鐵路車站。車站編號是IN11。

## 歷史
- 1933年（昭和8年）8月1日 - 開始營運，隸屬於帝都電鐵。
- 1940年（昭和15年）5月1日 - 與小田原急行鐵道合併，成為該公司帝都線的車站。
- 1942年（昭和17年）5月1日 - 小田急電鐵與東京急行電鐵（大東急）合併。
- 1948年（昭和23年）6月1日 - 從東急分離，成立京王帝都電鐵，成為該公司井之頭線的車站。
- 1996年（平成8年） - 月台延伸、站房地下化。

## 車站構造

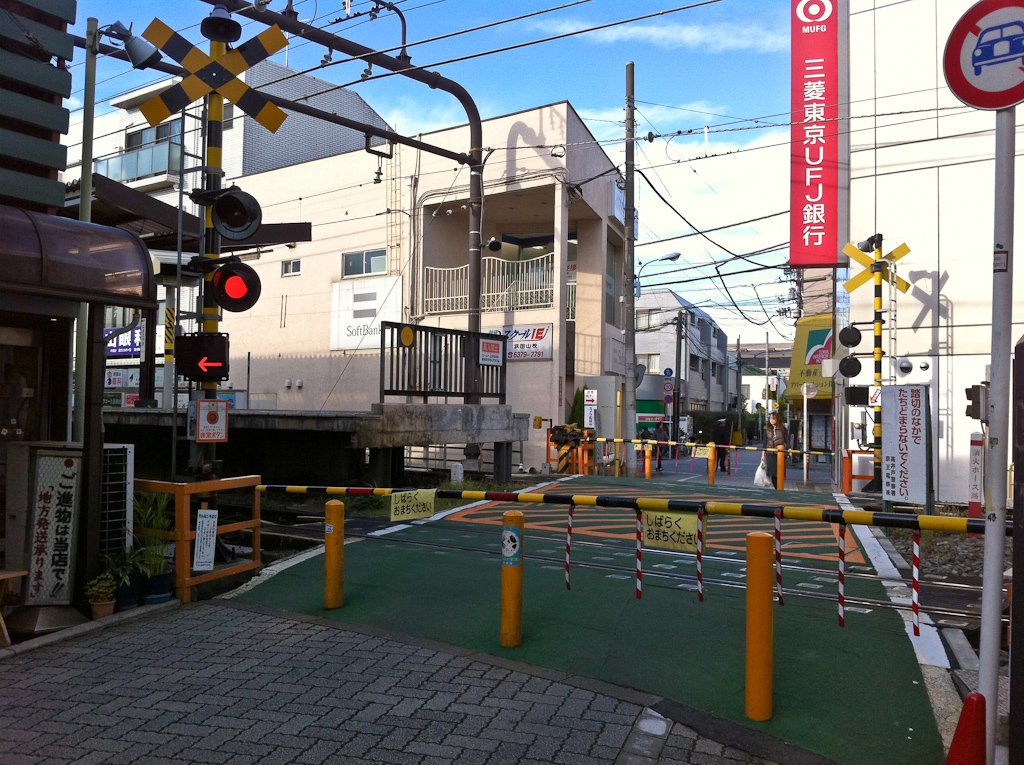
月台澀谷端，以及緊鄰的行人專用平交道（2012年11月）

具有1面2線島式月台的地面車站。月台的澀谷端及吉祥寺端皆設有步行者專用平交道。
1995年，井之頭線導入新型列車1000系。新列車較舊型列車更長，為20m車5輛編成設計，因此進行了月台的延伸工程，也同時將車站站房地下化。工程完成前設有站內平交道作為月台間的連絡道。
車站閘口設於地下。車站出入口位於鐵道北側，需經由平交道才能往返車站南側的地區。

### 月台配置
| 月台 | 路線     | 方向 | 目的地                   |
| ---- | -------- | ---- | ------------------------ |
| 1    | 井之頭線 | 下行 | 久我山、吉祥寺方向       |
| 2    | 井之頭線 | 上行 | 明大前、下北澤、澀谷方向 |

## 使用情況
2016年度的1日平均上下車人次為30,172人。上下車乘客人數及乘車人數推移如下所記。
| 年度               | 1日平均 上下車人次 | 1日平均 上車人次 | 來源     |
| ------------------ | ------------------ | ---------------- | -------- |
| 1955年（昭和30年） | 9,104              |                  |          |
| 1960年（昭和35年） | 14,905             |                  |          |
| 1965年（昭和40年） | 20,628             |                  |          |
| 1970年（昭和45年） | 24,324             |                  |          |
| 1975年（昭和50年） | 24,842             |                  |          |
| 1980年（昭和55年） | 29,837             |                  |          |
| 1983年（昭和58年） | 30,838             |                  |          |
| 1985年（昭和60年） | 29,097             |                  |          |
| 1990年（平成02年） | 28,337             | 14,337           | [ * 1 ]  |
| 1991年（平成03年） |                    | 14,481           | [ * 2 ]  |
| 1992年（平成04年） |                    | 14,288           | [ * 3 ]  |
| 1993年（平成05年） |                    | 14,112           | [ * 4 ]  |
| 1994年（平成06年） |                    | 14,055           | [ * 5 ]  |
| 1995年（平成07年） | 27,445             | 13,833           | [ * 6 ]  |
| 1996年（平成08年） | 27,148             | 13,910           | [ * 7 ]  |
| 1997年（平成09年） | 26,811             | 13,723           | [ * 8 ]  |
| 1998年（平成10年） | 26,861             | 13,687           | [ * 9 ]  |
| 1999年（平成11年） | 25,693             | 13,090           | [ * 10 ] |
| 2000年（平成12年） | 25,564             | 12,874           | [ * 11 ] |
| 2001年（平成13年） | 25,727             | 13,036           | [ * 12 ] |
| 2002年（平成14年） | 25,838             | 13,118           | [ * 13 ] |
| 2003年（平成15年） | 26,126             | 13,123           | [ * 14 ] |
| 2004年（平成16年） | 26,549             | 13,342           | [ * 15 ] |
| 2005年（平成17年） | 27,117             | 13,512           | [ * 16 ] |
| 2006年（平成18年） | 28,084             | 13,855           | [ * 17 ] |
| 2007年（平成19年） | 28,634             | 14,178           | [ * 18 ] |
| 2008年（平成20年） | 29,389             | 14,597           | [ * 19 ] |
| 2009年（平成21年） | 29,223             | 14,504           | [ * 20 ] |
| 2010年（平成22年） | 28,285             | 14,016           | [ * 21 ] |
| 2011年（平成23年） | 28,169             | 13,943           | [ * 22 ] |
| 2012年（平成24年） | 28,364             | 14,044           | [ * 23 ] |
| 2013年（平成25年） | 29,081             | 14,403           | [ * 24 ] |
| 2014年（平成26年） | 29,236             | 14,488           | [ * 25 ] |
| 2015年（平成27年） | 29,816             |                  |          |
| 2016年（平成28年） | 30,172             |                  |          |

## 車站周邊
周邊為住宅區。
名所、遺跡、公共設施
- 井之頭通
- 松本清張邸
- 杉並區濱田山會館
- 柏之宮公園（日语：柏の宮公園）
- 塚山公園
- 濱田山公園

文教設施
- 杉並區立高井戶圖書館
- 東京都立豐多摩高等學校（日语：東京都立豊多摩高等学校）
- 東京都立杉並綜合高等學校（日语：東京都立杉並総合高等学校）
- 杉並區立高井戶中學校（日语：杉並区立高井戸中学校）

商業、金融機關
- 西友濱田山店
- Comodi-iida（日语：コモディイイダ）濱田山店
- 成城石井濱田山店
- 杉並濱田山郵便局
- SMBC日興證券濱田山分店

## 路線巴士
「濱田山站」巴士站
- 杉丸（日语：すぎ丸）（Sugi-Maru）委託地方巴士、京王巴士東經營

欅路線 - 經善福寺川緑地、杉並區役所前往阿佐谷站
往永福町 （入庫路線，僅有夜間行駛）
- 「濱田山站南」巴士站
- 杉丸（Sugi-Maru）

櫻路線 - 經柏之宮公園入口、櫻上水站入口往下高井戶站入口

## 相鄰車站
京王電鐵
 井之頭線
■急行
通過
■各站停車
西永福（IN10）－濱田山（IN11）－高井戶（IN12）

## 外部連結
- 濱田山 - 京王電鐵